# Сотирия Белу
Сотирия Белу (на гръцки: Σωτηρία Μπέλλου) е гръцка певица, сред най-известните изпълнителки в стил „ребетико“ в следвоенния период. Изявена участничка в гръцката съпротива от страната на ЕАМ.

## Биография
Родена е през 1921 г. в евбейското село Халия (сега Дросия) в заможно семейство. Баща ѝ, Кириак Белос, е собственик на магазин за хранителни стоки в северната част на Халкида. Дядо ѝ, на когото е кръстена, е бил православен свещеник. В детските си години Сотирия, заедно с дядо си, започва да посещава църква, където за пръв път се среща с музиката на гръцкото православно богослужение. На тригодишна възраст започва да пее. Филма „Малка емигрантка“ с участието на популярната певица София Вембо се превръща в повратна точка в живота на Белу и я тласка към решението да стане артист. Като узнава за желанието на дъщеря си, баща ѝ купува китара и я праща на частни уроци.
През 1940 г. Сотирия се мести в Атина. Нейното пристигане в столицата съвпада с началото на Втората световна война. Италия обявява война на Гърция. С началото на военните действия нейното семейство напълно загубва връзка с нея, и едва след седем години те се намират един с друг. През тези години тя работи като слугиня в дома на богат адвокат, а след това още много различни места: като сервитьорка в нощен клуб в центъра на Атина и понякога пее там. В клуба е забелязана от известния изпълнител и композитор на музика в стил ребетико Василис Цицианис. С него тя записва първата си грамофонна плоча. През декември 1948 г. сменя клуб „Дзимис о хондрос“ с клуб „Парагаки“, където работи с Маркос Вамвакарис.
По време на Втората световна война се включва активно в гръцката съпротива. Заловена е от нацистите, като е подложена на изтезания и лишаване от свобода. През 1944 г. участва в Декемврийските битки срещу англичаните и техните местни протежета в състава на градските чети ЕЛАС. През годините на гражданската война в Гърция е на страната на левите сили, многократно е арестувана и задържана в ареста.
През 1948 г. в края на гражданската война в Гърция, екстремистка група нахлува в заведението където пее, нападайки я и наричайки я „българка” (което в онези години е равнозначно на комунистка), без музикантите й да се осмелят да станат от столовете си.

## Личен живот
През 1938 г., на 17 години Сотирия се запознава с бъдещия си съпруг Вангелис Тримурас, диригент на хора. Бракът им продължава само шест месеца, тъй като той издевателства над нея, причинявайки ѝ аборт. По време на една от кавгите тя хвърля в лицето на съпруга си бутилка със сулфат, за което е осъдена на три години и три месеца лишаване от свобода. Впоследствие прекарва три месеца в следствието и един месец в затвора „Авероф“ в Атина. След плащане на обезщетение излиза на свобода.
Тя не крие, че е лесбийка. Нейният личен живот се усложнява от привързаността ѝ към хазарта и алкохола, което в крайна сметка довежда и необходимост от лечение в психиатрична клиника. Сотирия Белу умира на 76 от рак в Атина на 27 август 1997 г. и е погребана в по нейно желание в първото гробище на Атина, в непосредствена близост до гроба на Василис Цицанис.

## Творчество
Сотирия пее в най-добрите музикални клубове в Атина като Rosiniol, Tzimis o Hontros, Hydra, Triana, Falirikon и много други. През средата на 1960-те, години в резултат на културното пробуждане, музикалния стил ребетико започва да се радва на голяма популярност сред младите хора и достига своя връх през 1980-те години. До голяма степен това е улеснено от творчеството на Сотирия Белу.

## Избрана дискография
- 1974 – Η Σωτηρία Μπέλλου τραγουδά Τσιτσάνη
- 1974 – Τα Παλιά του Καπλάνη
- 1976 – Σεργιάνι στον κόσμο
- 1976 – Σωτηρία Μπέλλου Νο 7: H ΑΡΧΟΝΤΙΣΣΑ ΤΟΥ ΡΕΜΠΕΤΙΚΟΥ
- 1977 – Σωτηρία Μπέλλου 8: ΧΑΛΑΛΙ ΣΟΥ
- 1977 – ΑΦΙΕΡΩΜΑ ΣΤΗΝ ΣΩΤΗΡΙΑ ΜΠΕΛΛΟΥ Νο 2
- 1979 – ΤΑ ΡΕΜΠΕΤΙΚΑ ΤΗΣ ΣΩΤΗΡΙΑΣ Νο 9
- 1980 – ΤΑ ΡΕΜΠΕΤΙΚΑ ΤΗΣ ΣΩΤΗΡΙΑΣ Νο 10
- 1980 – ΛΑΪΚΑ ΠΡΟΑΣΤΙΑ
- 1981 – ΦΡΑΓΜΑ
- 1983 – Ο Αι Λαός
- 1984 – Σωτηρία Μπέλλου Νο 11 ΠΡΙΝ ΤΟ ΧΑΡΑΜΑ
- 1985 – Σωτηρία Μπέλλου – Στέλιος Βαμβακάρης ΑΝΟΙΞΑ ΠΟΡΤΑ ΣΤΗΝ ΖΩΗ
- 1985 – ΞΕΝΕΣ ΠΟΡΤΕΣ
- 1986 – Το ποτάμι
- 1985 – ΑΥΘΕΝΤΙΚΕΣ ΗΧΟΓΡΑΦΗΣΕΙΣ Η ΧΡΥΣΗ ΕΠΟΧΗ Νο 10
- 1987 – Σωτηρία Μπέλλου ΡΕΣΤΟΙ ΚΑΙ ΜΠΑΤΙΡΗΔΕΣ 10
- 1987 – 40 Χρόνια Σωτηρία Μπέλλου
- 1988 – Sotiria Bellou
- 1989 – Σωτηρία Μπέλλου: H ΡΕΜΠΕΤΙΣΑ ΜΑΣ
- 1991 – ΤΑ ΛΑΙΚΑ ΤΗΣ ΣΩΤΗΡΙΑΣ ΜΠΕΛΛΟΥ
- 1993 – ΤΑ ΠΟΡΤΡΕΤΑ ΤΗΣ ΜΙΝΟΣ
- 1994 – ΜΕΓΑΛΕΣ ΕΠΙΤΥΧΙΕΣ
- 1995 – Laika Proastia
- 1995 – Rebetiko of Sotiria Bellou